# Lamborghini Aventador

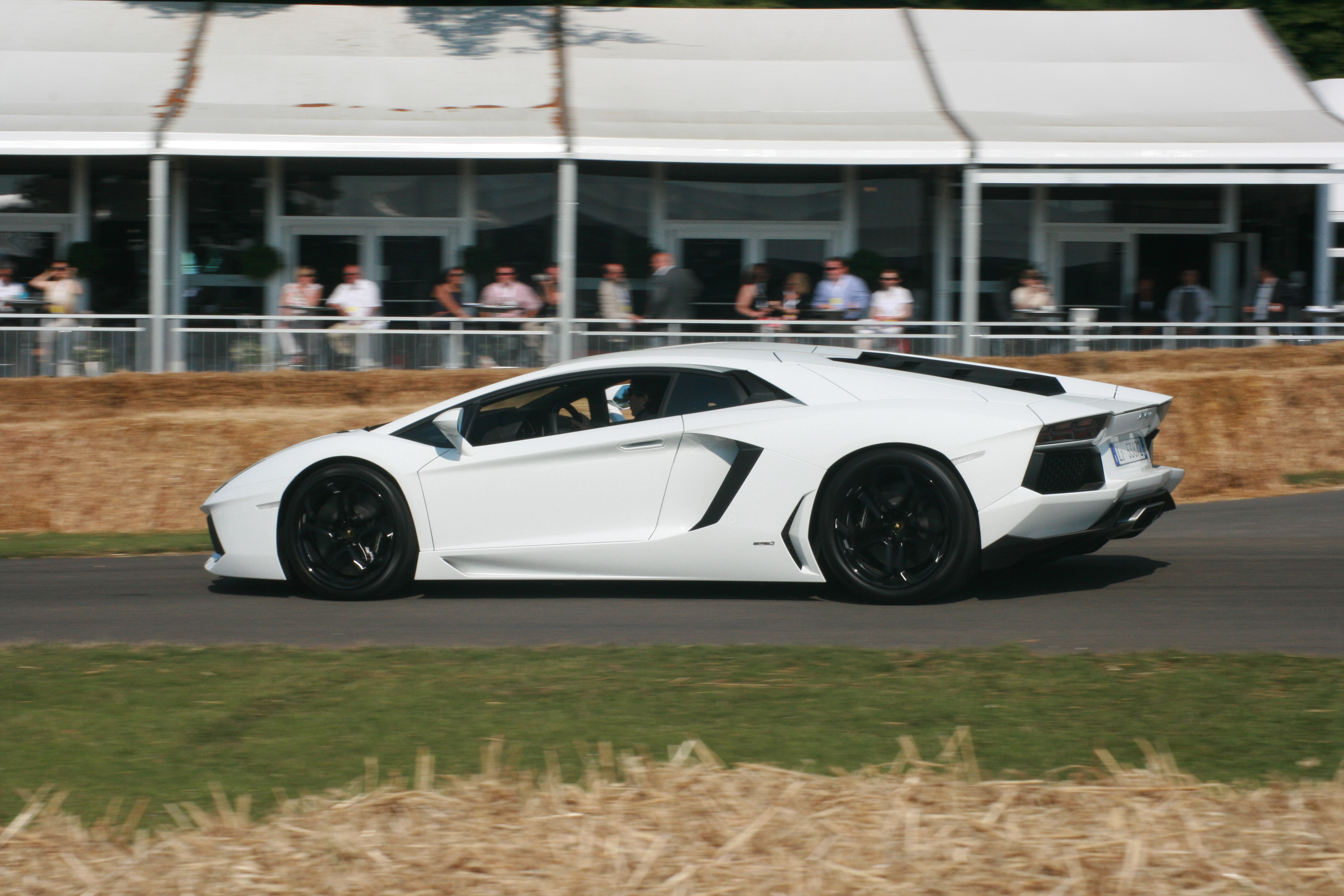
Lamborghini Aventador
LP700-4

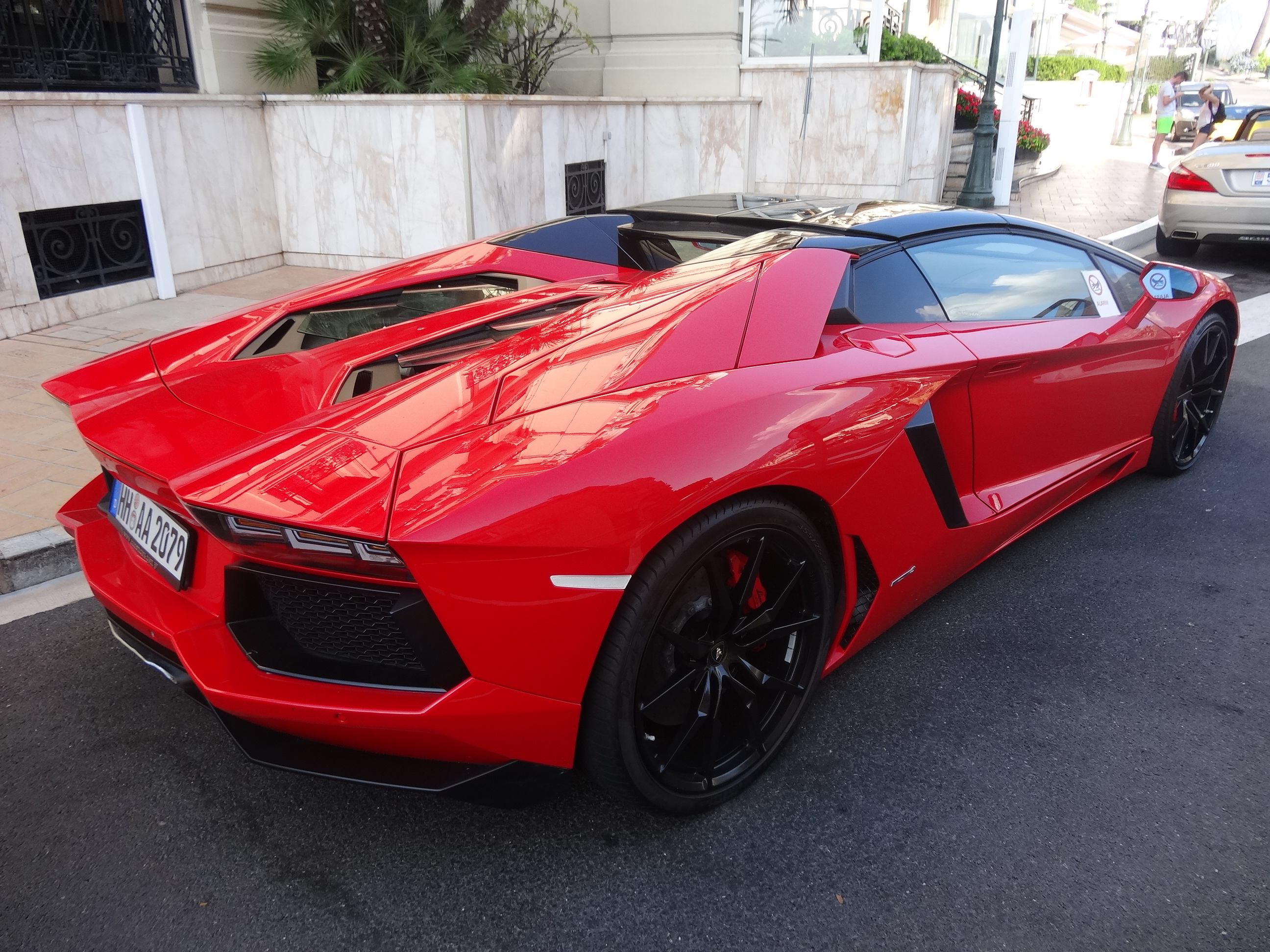
Aventador LP700-4 Roadster

Lamborghini Aventador (код кузова — LP700-4) — суперкар, выпускавшийся компанией Lamborghini с 2011 по 2021 год. Aventador пришёл на смену Lamborghini Murciélago и оснащался 6,5-литровым V-образным 12-цилиндровым двигателем мощностью от 700 до 780 л. с. в зависимости от модификации. Дизайн был разработан Фелиппо Перини.
Первоначально компания планировала выпустить лишь 4 тысячи экземпляров этой модели, но её итоговый тираж превысил это число более чем вдвое — 10 тысяч машин, что сделало Авентадор самой успешной моделью в истории марки.

## История названия
Как и в истории с наименованием модели Murciélago, материнская компания Audi обратилась к теме корриды. В рекламных материалах Lamborghini утверждалось, что Aventador — это знаменитый бык, выращенный сыновьями дона Челестино Куадри Видеса, прославившийся после одного из самых кровопролитных боёв в Сарагосе, за который получил престижную награду «Trofeo de la Peña La Madroñera» за выдающуюся храбрость на арене. Приставка LP700-4 в конце названия означает технические характеристики автомобиля, где 700 отражает мощность в л. с., а 4 — полный привод.

## Модификации

### Aventador J
Прообраз будущего Lamborghini Aventador Roadster, созданный в единственном экземпляре. Технически автомобиль повторяет базовое купе: он оснащён 700-сильным мотором V12, роботизированной КПП и полным приводом, но отличается от него дизайном, габаритами и массой — спайдер длиннее (4890 против 4780 мм) и легче. Максимальная скорость составляет 350 км/ч, а чтобы разогнаться до 100 км/ч Aventador J требуется 3,2 секунды.
Карбоновый монокок новинки подвергся переработке. На классическом Aventador он состоит из кабины и крыши, соединённых болтами и склеенных, а на спайдере крыша заменена парой массивных карбоновых дуг за сиденьями.
Ветровое стекло в Aventador J лишь «обозначено» парой стеклянных карманов перед водительским и пассажирским сиденьями. Кроме того, в автомобиле нет кондиционера и аудиосистемы.

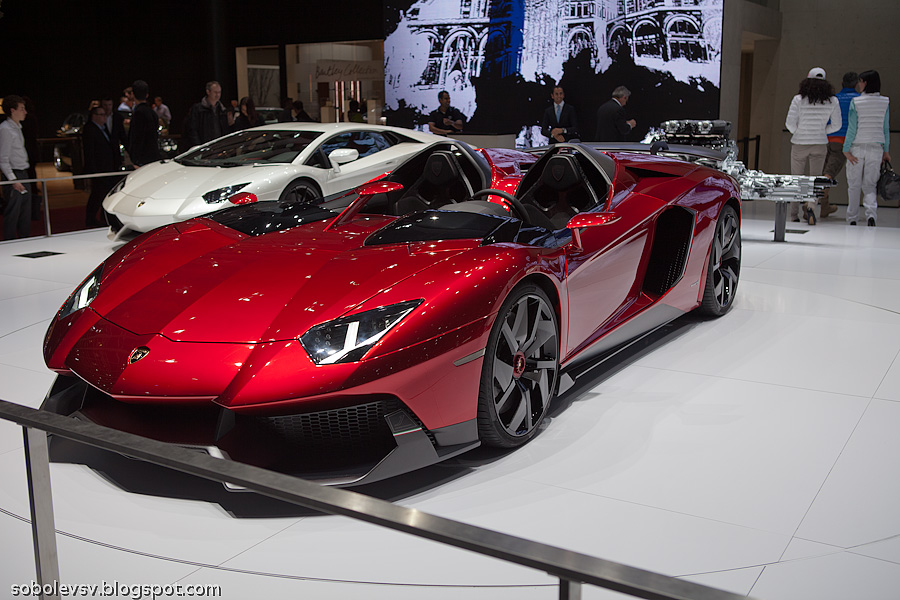
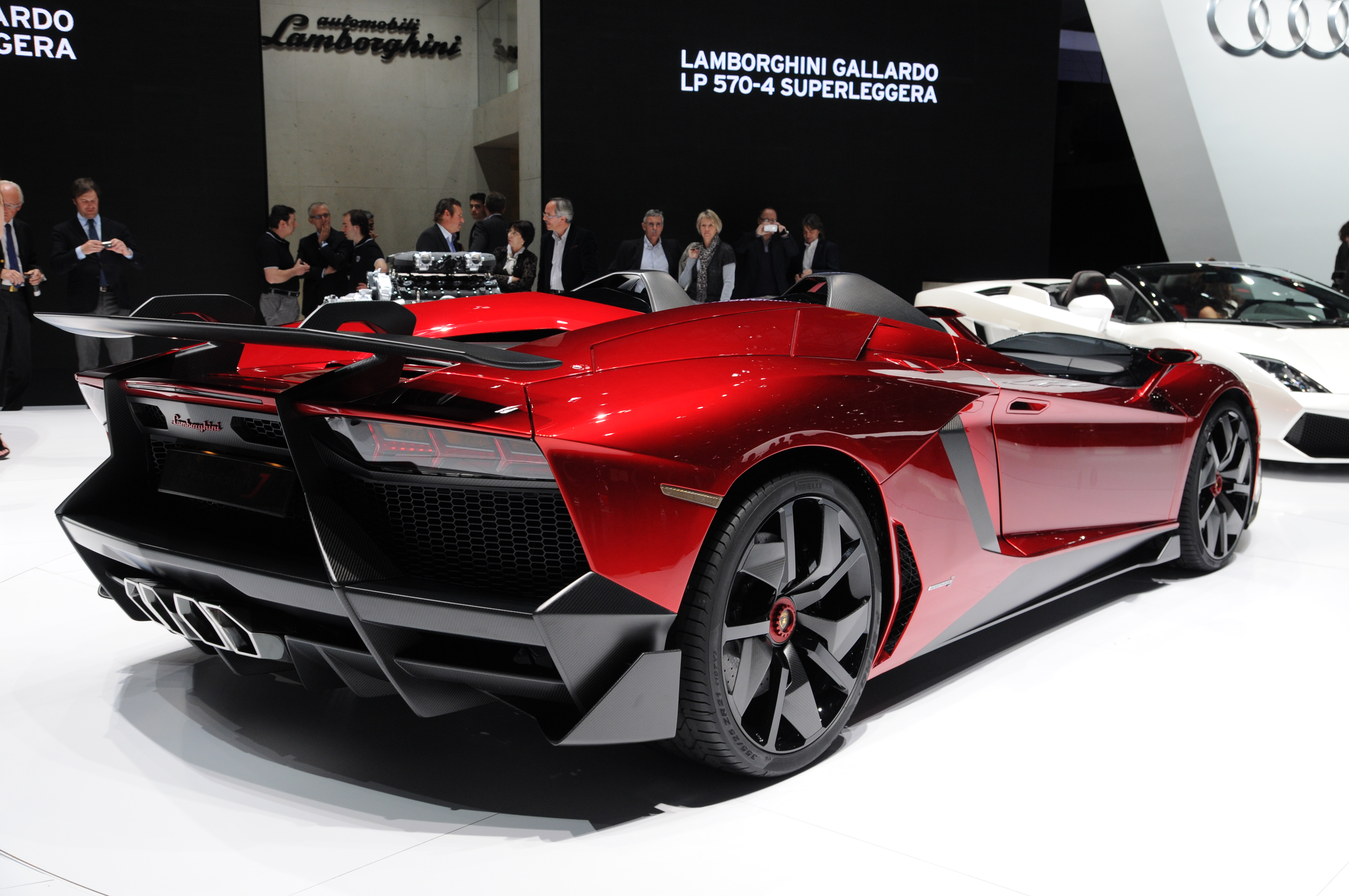

### Aventador LP750 SuperVeloce
Облегчённая модификация, представленная на Женевском автосалоне 2015 года и выпущенная в количестве 600 экземпляров. Помимо более агрессивного экстерьера, машина отличается от базовой модели увеличенной до 750 л. с. мощностью двигателя, перенастроенными амортизаторами подвески, улучшенной аэродинамикой и расширенным использованием углепластика при производстве (из него изготовлены дверные панели, передние воздухозаборники и каркасы сидений), позволившим сэкономить 50 кг. Разгон от 0 до 100 км/ч у Aventador SV занимает 2,8 секунды, а максимальная скорость превышает 350 км/ч.
Также существует вариант со съёмным жёстким верхом — Aventador SV Roadster.

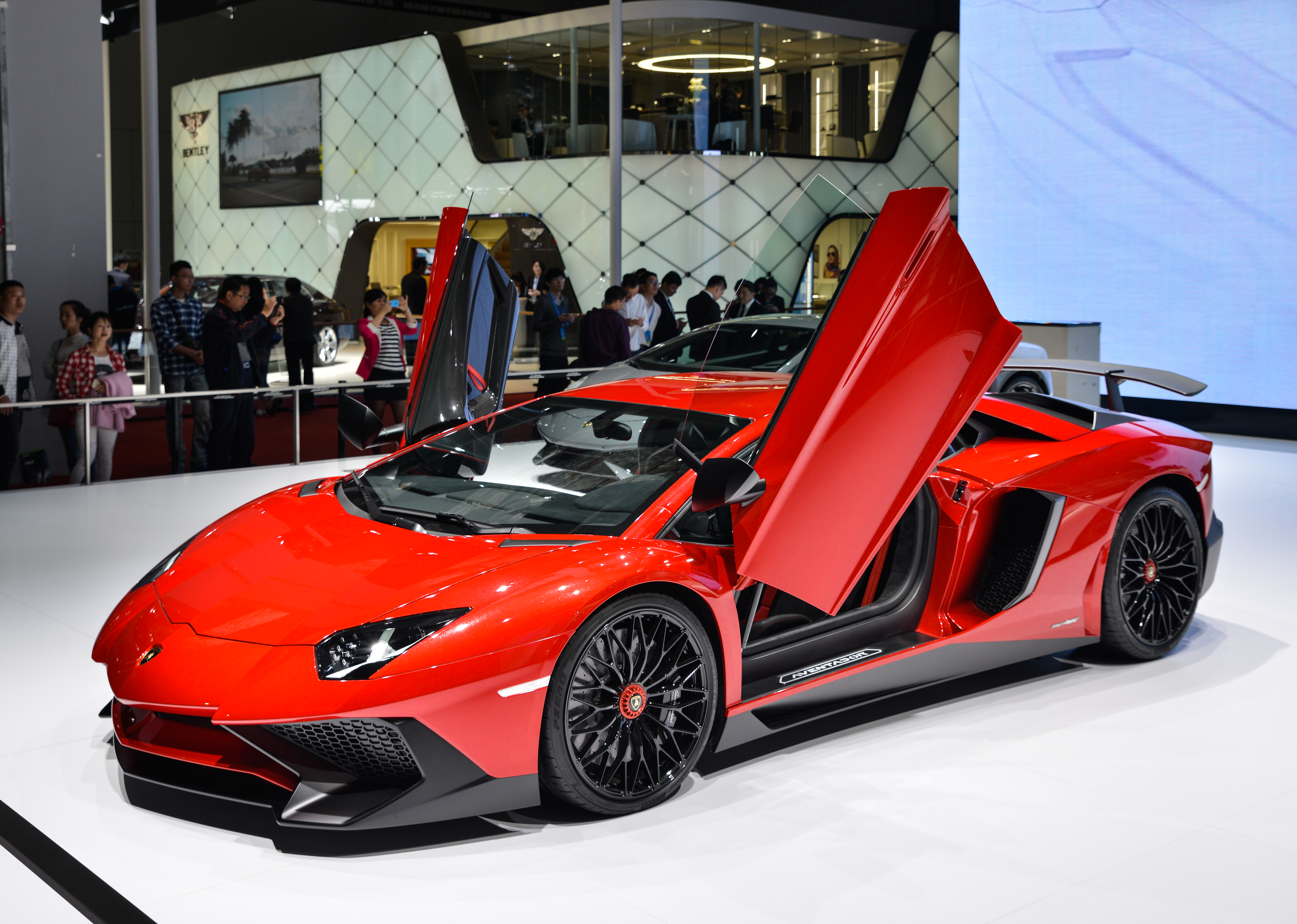
Coupe
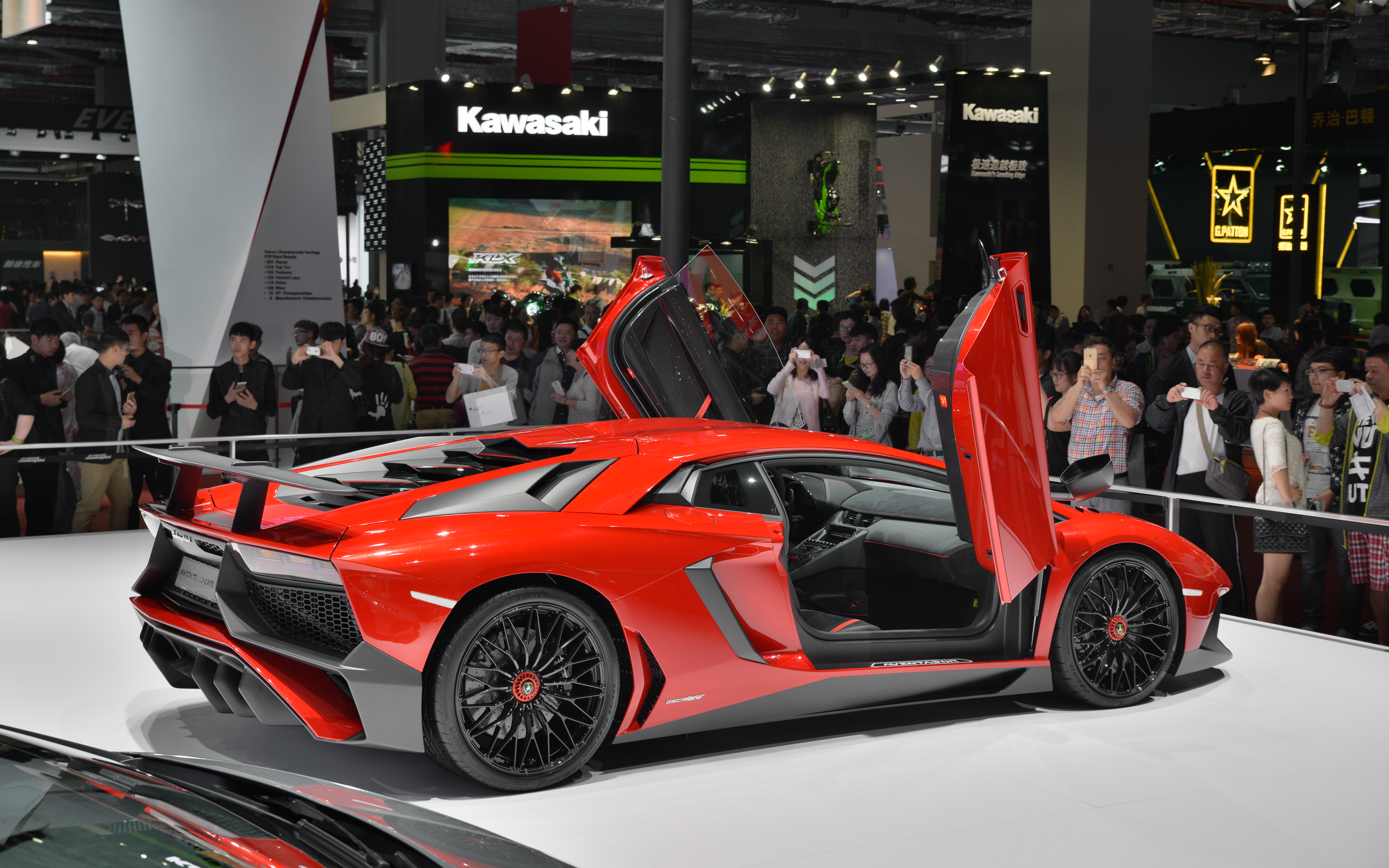
Coupe
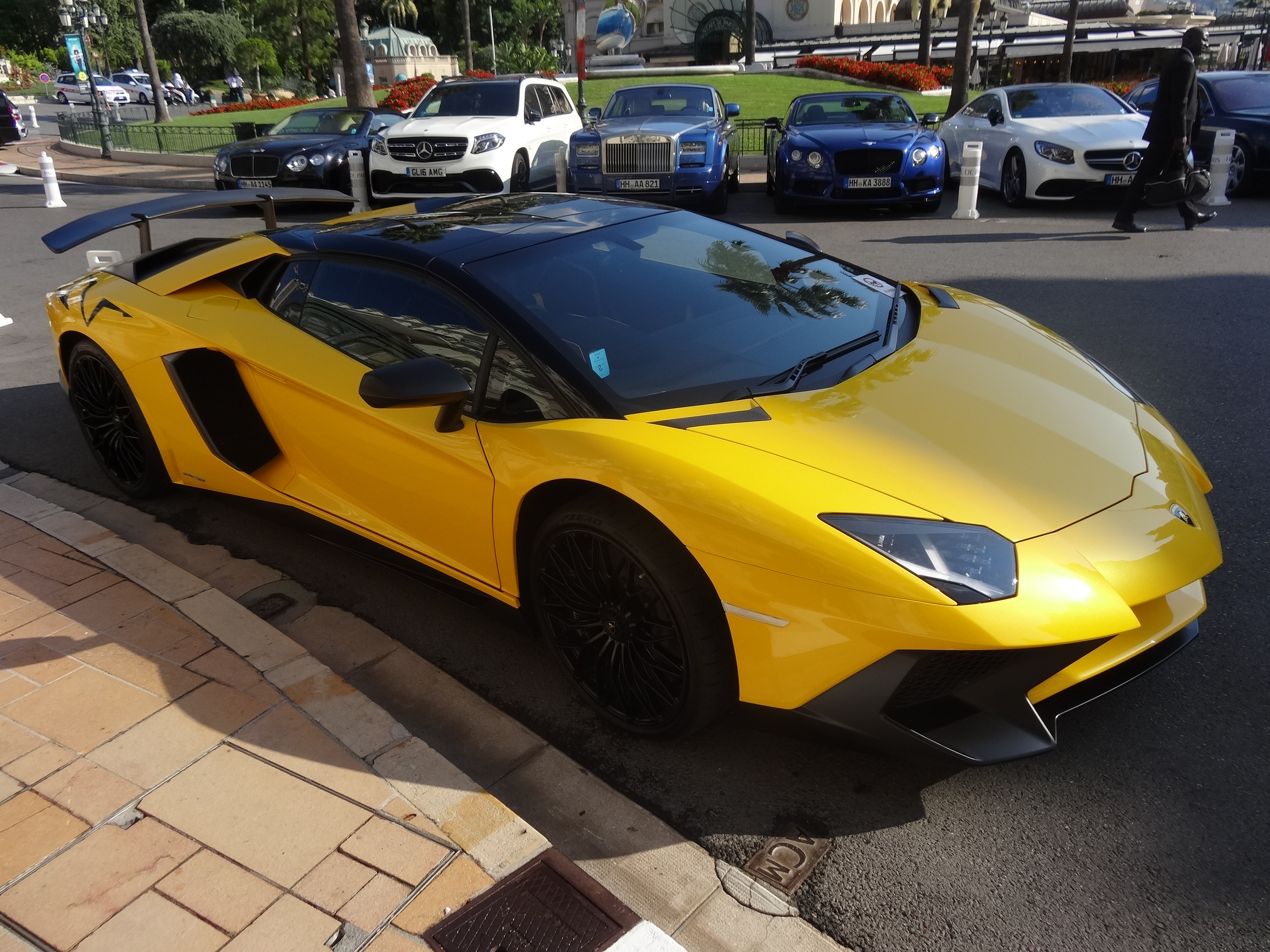
Roadster
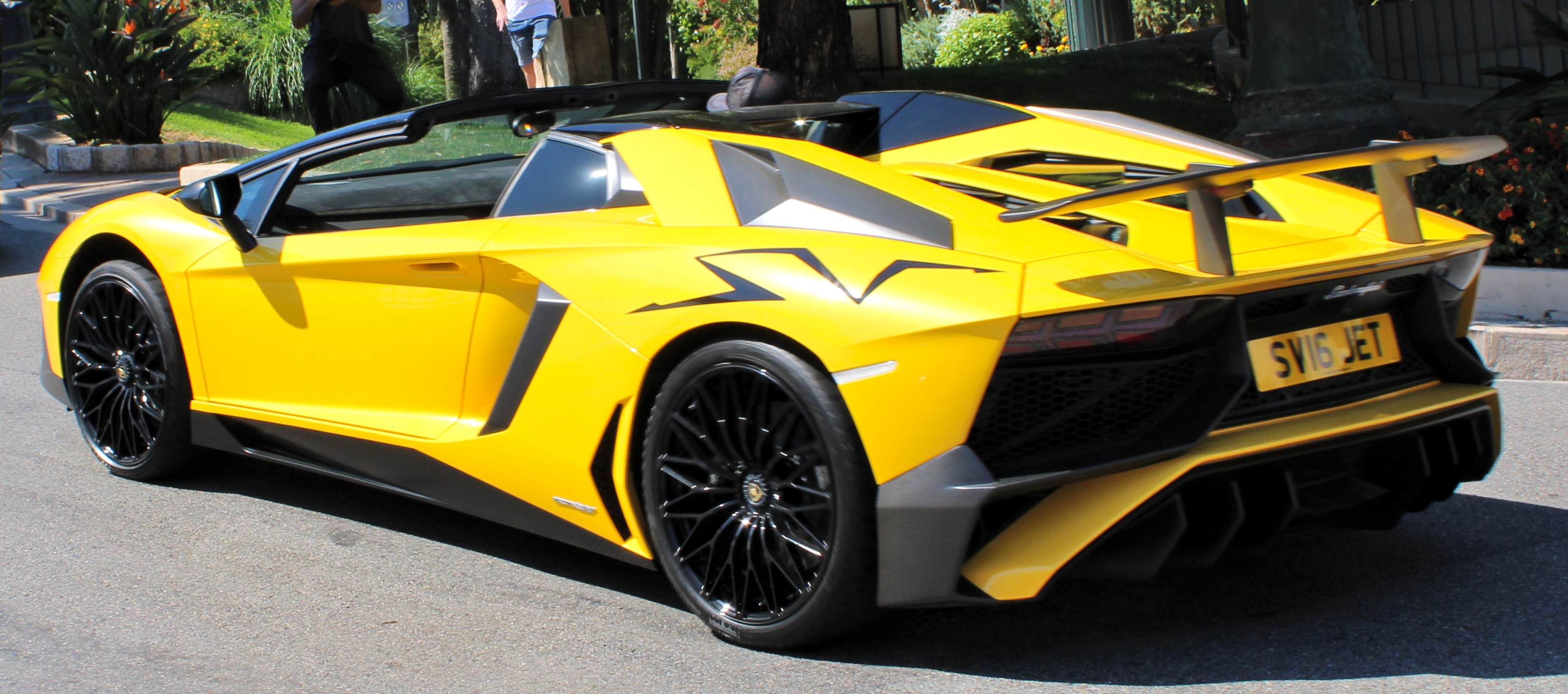
Roadster

### Aventador LP740-4 S
19 декабря 2016 года был представлен Aventador S, а в 2017 году Aventador S Roadster, являющийся рестайлингом базовой модели. В экстерьере обновление затронуло задние крылья, сплиттер, антикрыло, диффузор, а в салоне появилась новая мультимедийная система. Главным техническим новшеством стало полноуправляемое шасси, в котором актуаторы системы Lamborghini Rear-wheel Steering работают согласованно с передним рулевым механизмом Lamborghini Dynamic Steering, настроенным на более натуральный отклик. Ради установки этой системы была переработана задняя подвеска. Отдача силового агрегата выросла до 740 л. с.

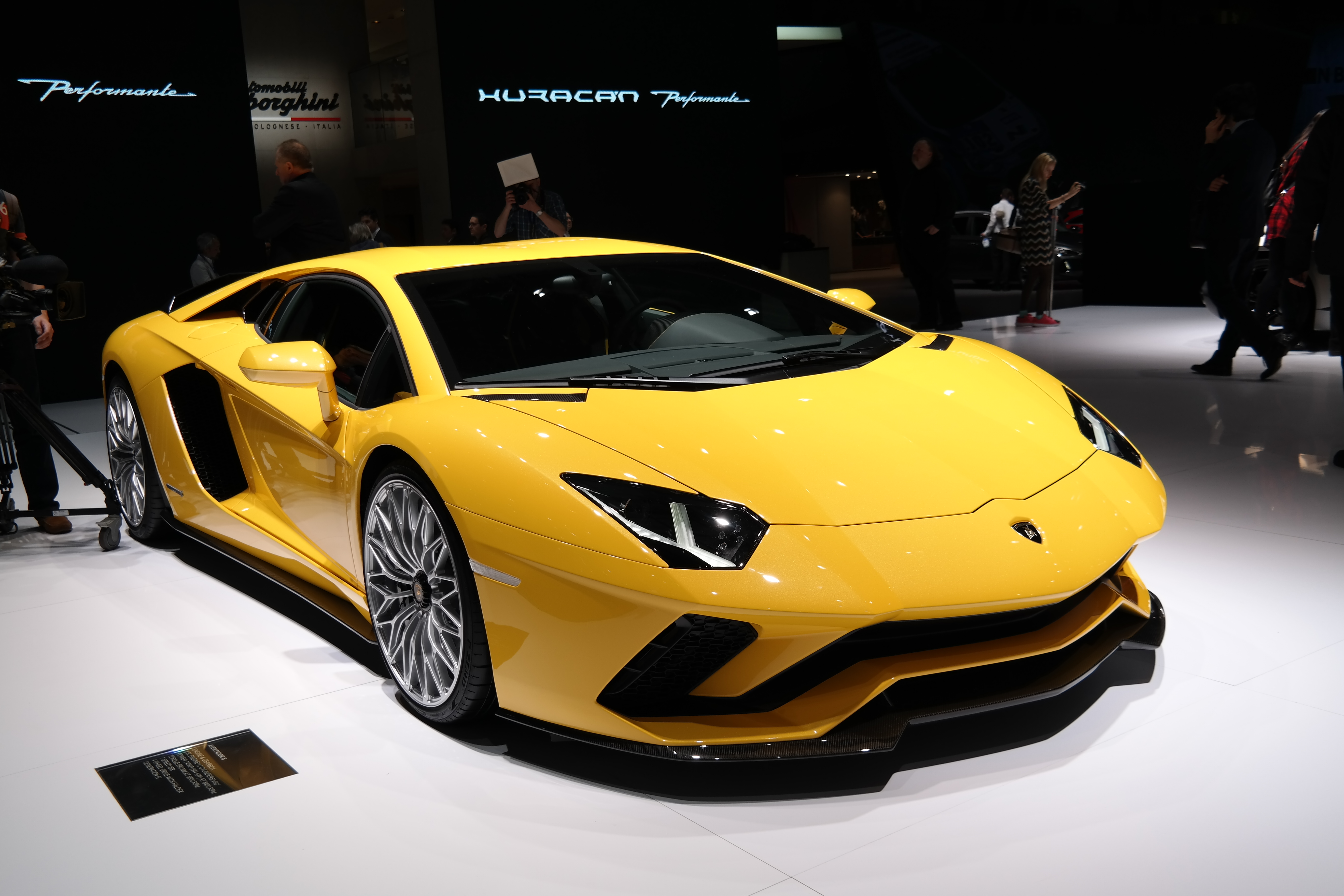
Coupe
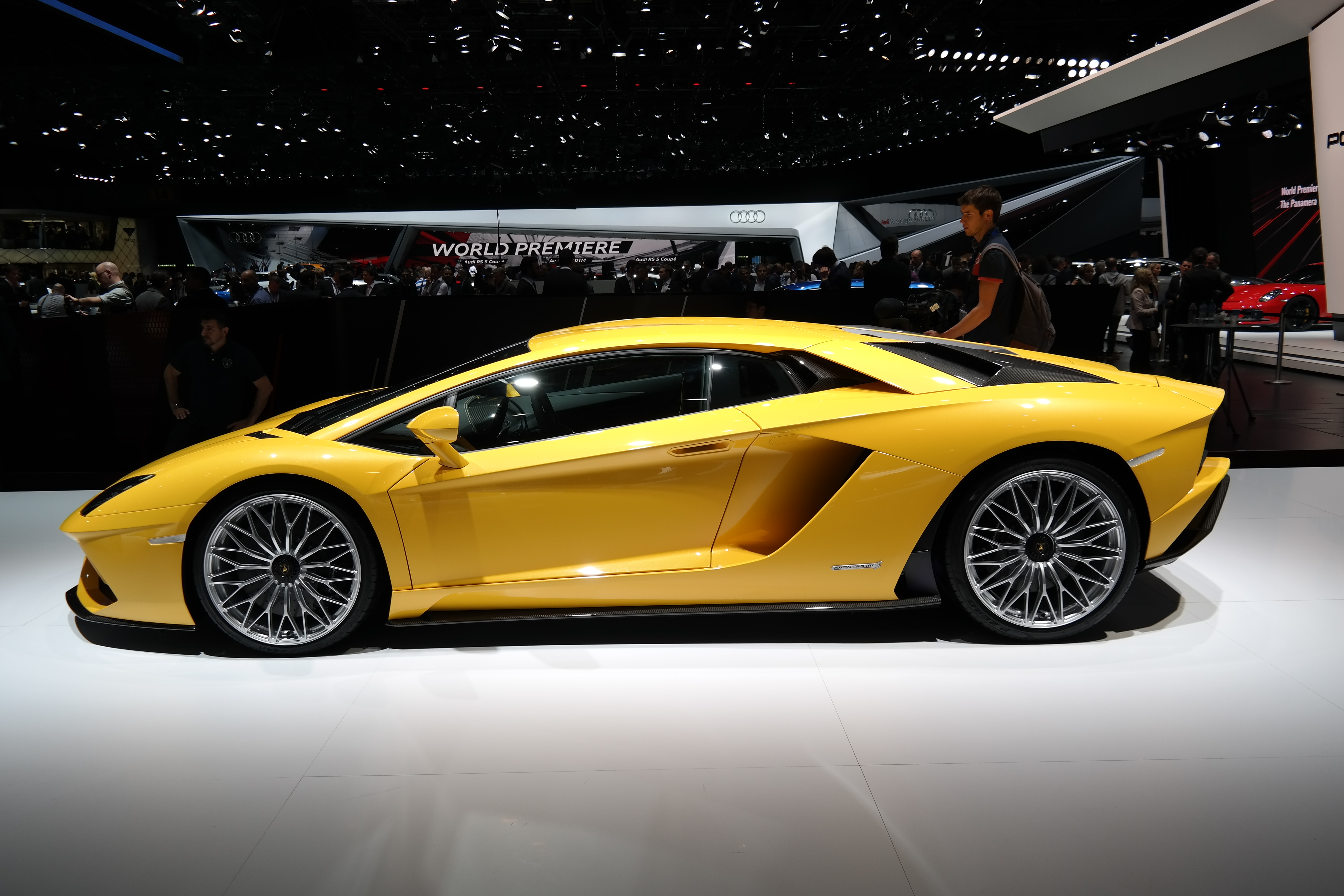
Coupe
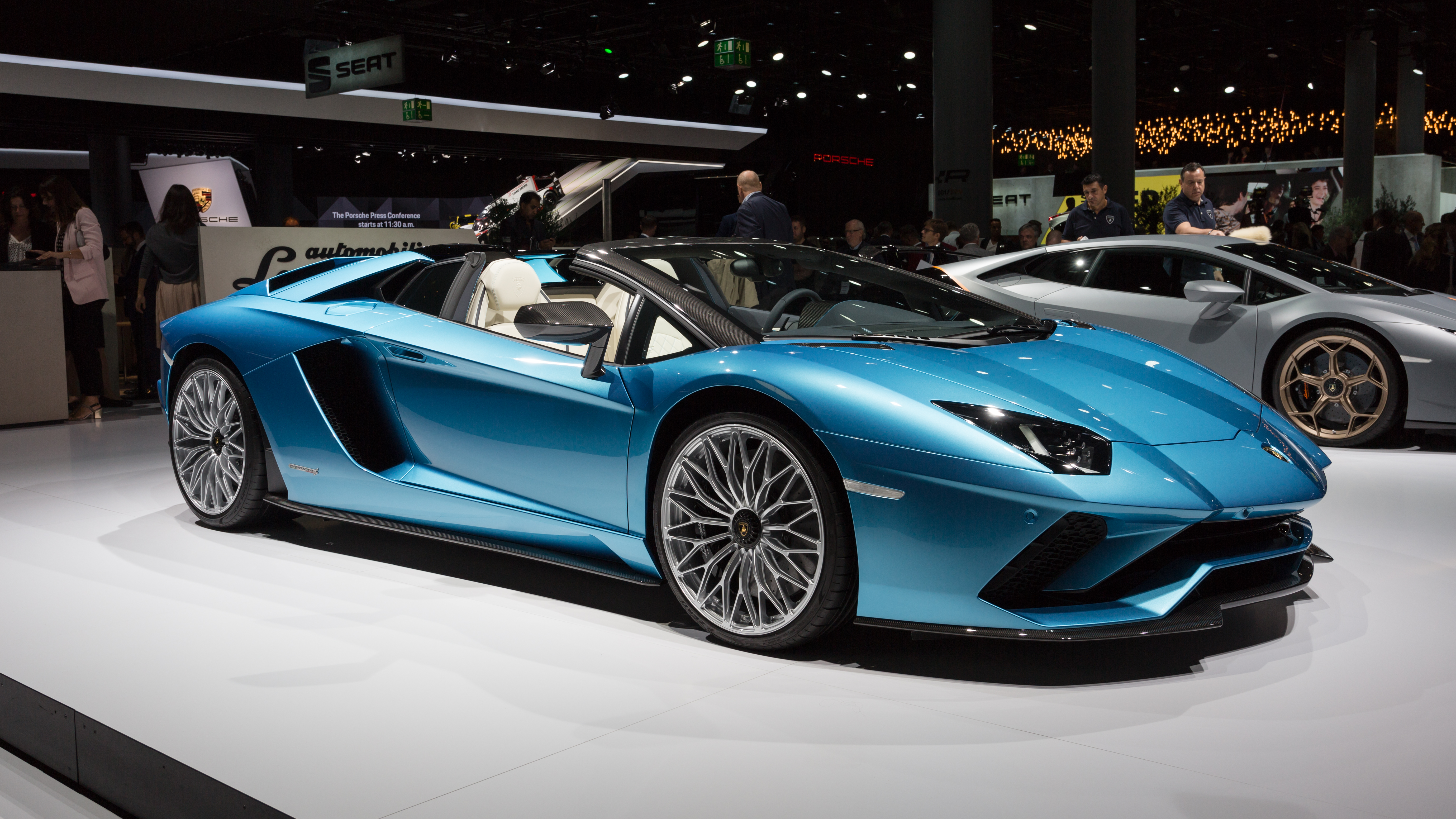
Roadster
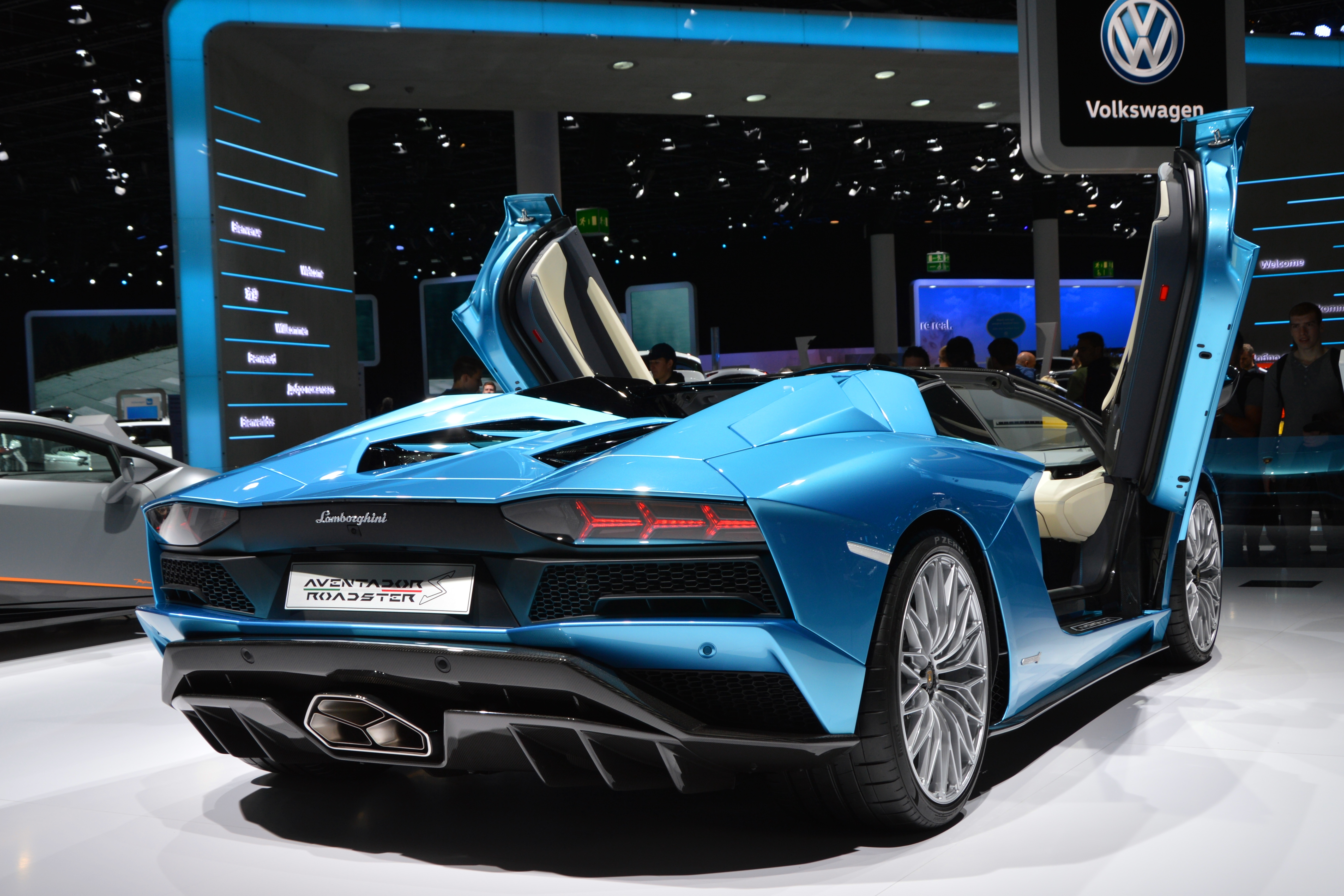
Roadster

### Aventador SVJ
Дальнейшая эволюция версии SuperVeloce, вышедшая в свет в 2018 году, к которой в 2019 году добавился вариант с открытым верхом. На автомобиле применена система активной аэродинамики ALA 2.0, являющаяся комплексом активных аэродинамических элементов и разветвлённой сети внутренних воздушных каналов, позволяющая уменьшать лобовое сопротивление и увеличивать прижимную силу. Aventador SVJ обладает форсированным до 770 л. с. двигателем, более жёсткой подвеской, перенастроенным рулевым управлением, а также оригинальными углепластиковыми накладками на порогах, крышкой двигателя и задним диффузором. Максимальная скорость составляет 351 км/ч.
Всего выпущено 900 экземпляров купе и родстеров SVJ, 63 из которых — представители спецсерии SVJ63, названной в честь года основания компании Lamborghini.

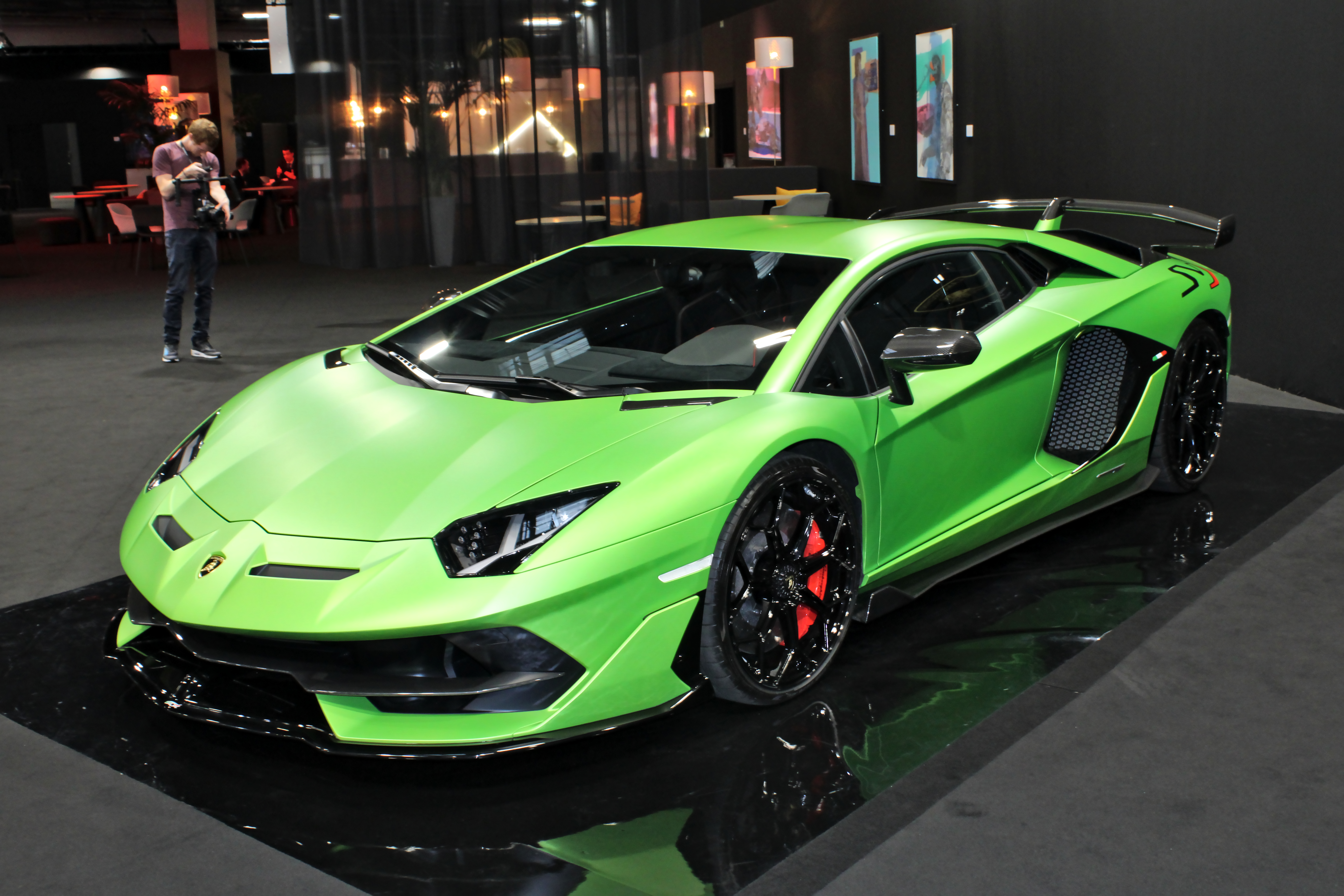
Coupe
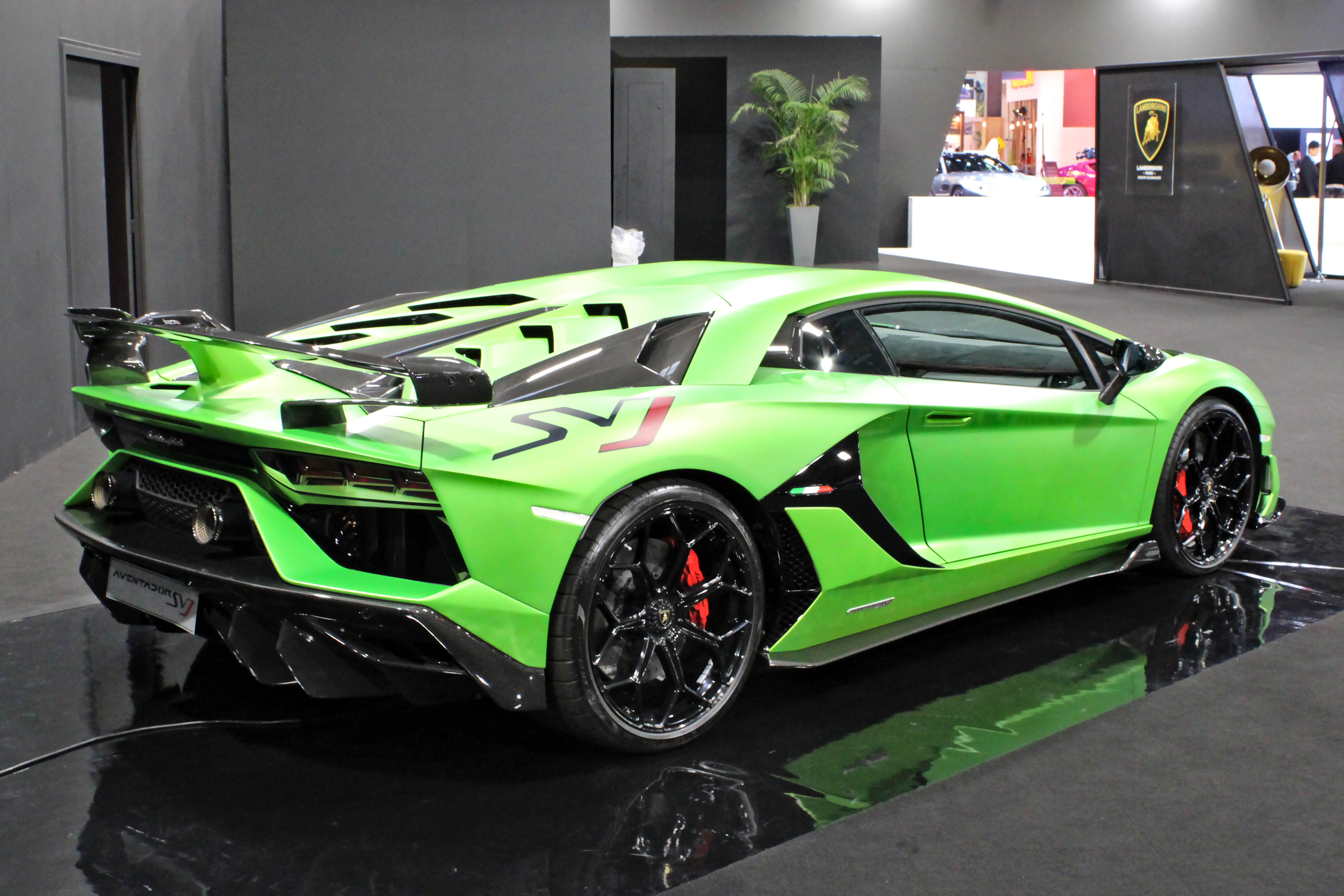
Coupe
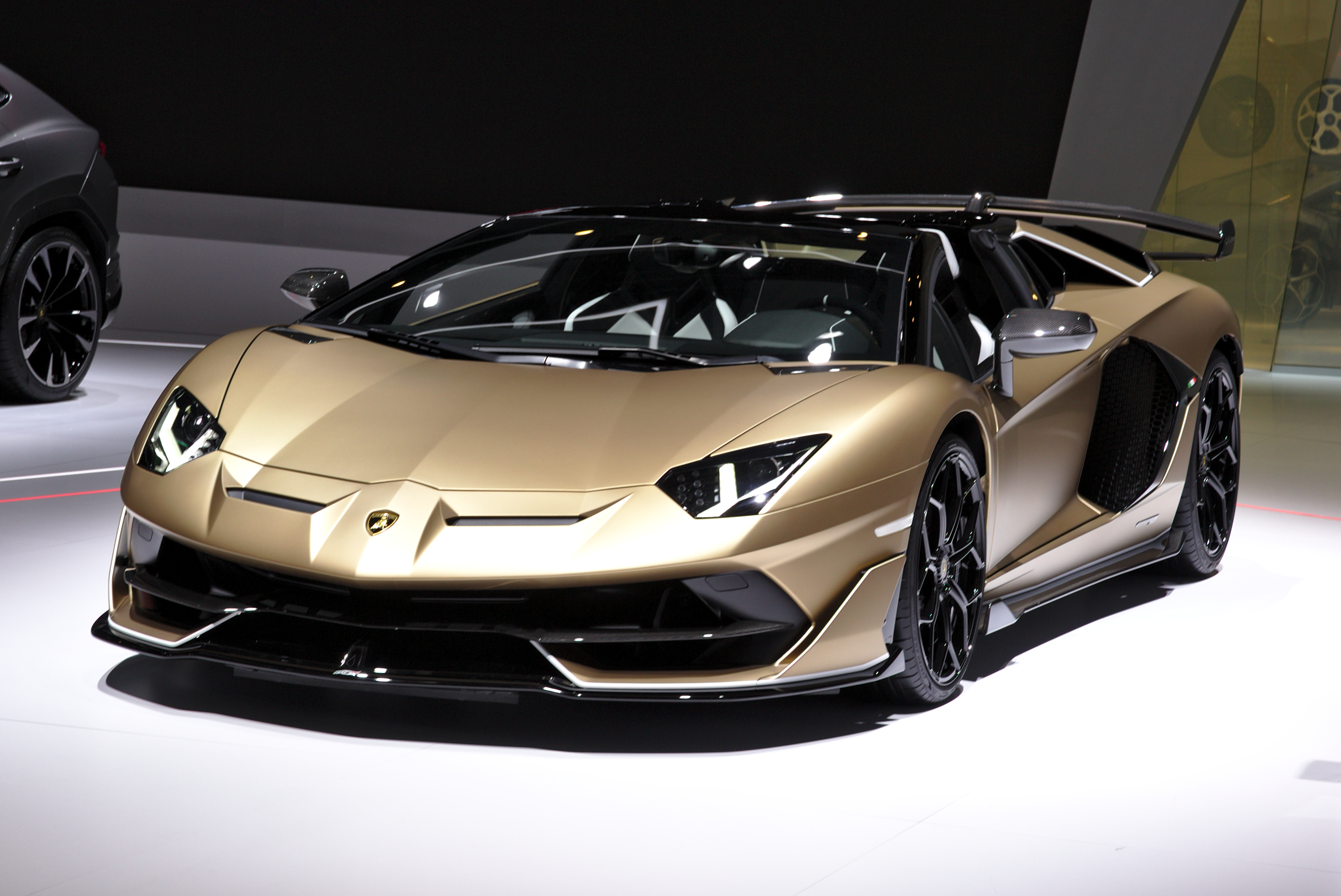
Roadster

## Aventador LP720-4 50° Anniversario

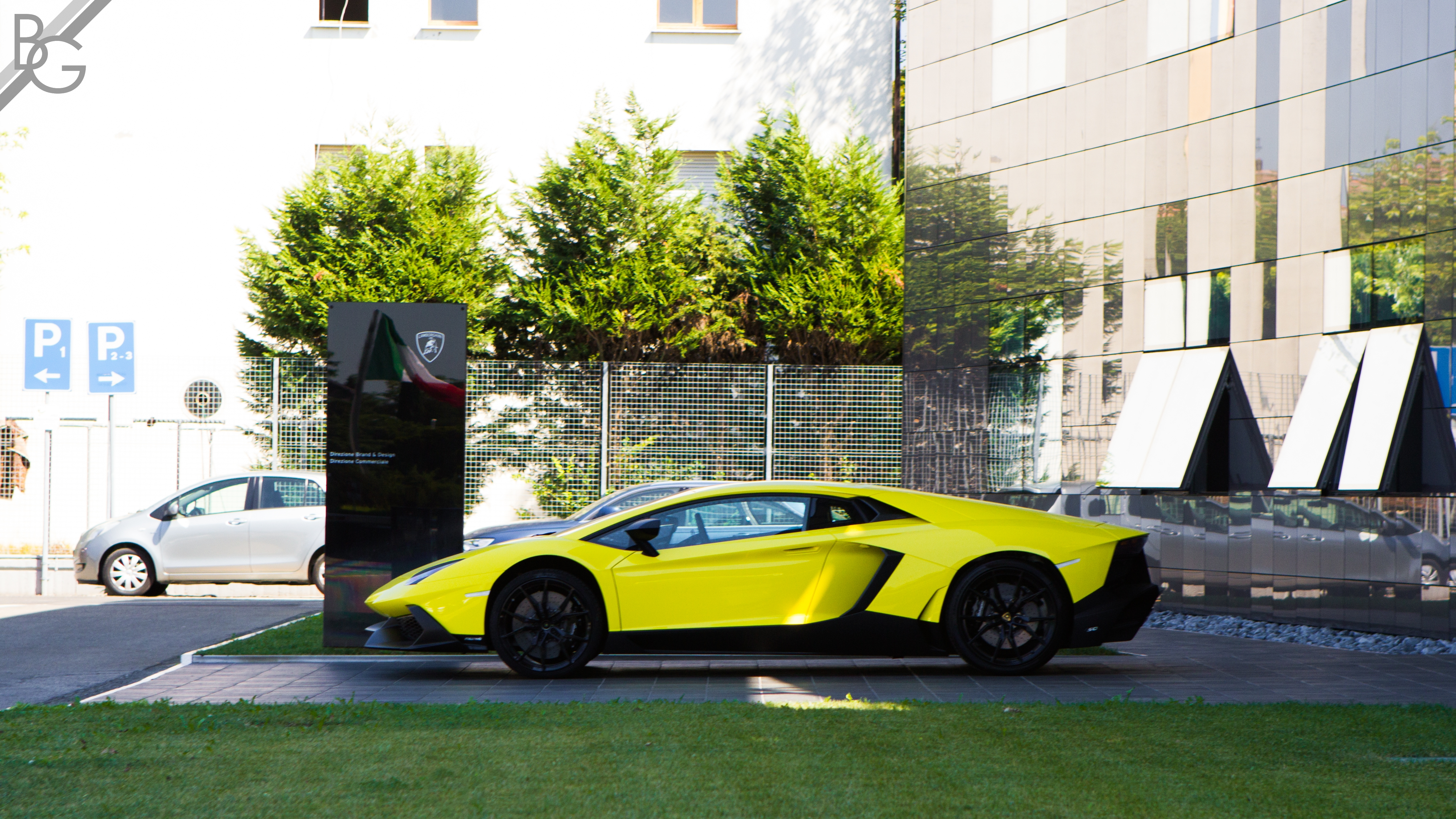
LP720-4 Anniversario (вид сбоку)

Ограниченная версия в 200 единиц (100 купе и 100 родстеров), представленная на Шанхайском автошоу в 2013 году в честь 50-летия компании. Каждый экземпляр имеет табличку с логотипом 50°, который наносится вручную опытными специалистами, а также серийным номером.
На LP720-4 был установлен тот же двигатель 6.5L V12, но его мощность была увеличена до 720 л. с. (530 кВт при 8250 об/мин) и 700 Нм (при 5500 об/мин). За счёт использования переработанного ЭБУ масса автомобиля составила 1550 кг вместо 1575 кг.
Была доработана аэродинамика, увеличены передние сплиттеры и воздухозаборники, по бокам установлены небольшие закрылки. Как утверждают в Lamborghini, задняя часть совершенно новая, имеет улучшенный диффузор и вентиляцию для охлаждения двигателя, что позволяет добиться заметно лучшей аэродинамической эффективности, чем в LP700-4.
Разгон до 100 км/ч и максимальная скорость не изменились: 2,9 секунды и 350 км/ч соответственно.
Цвет Giallo Maggio (майский желтый) является данью уважения к наиболее предпочтительному цвету, выбранному Ламборгини для Miura в мае 1963 года. Структура краски имеет прозрачные и сильно отражающие частицы для придания блеска. Также доступны и другие цвета по программе индивидуализации Personam.
В интерьере автомобиля применена полуанилиновая кожа, специально изготовленная для LP720.

## SC18 Alston

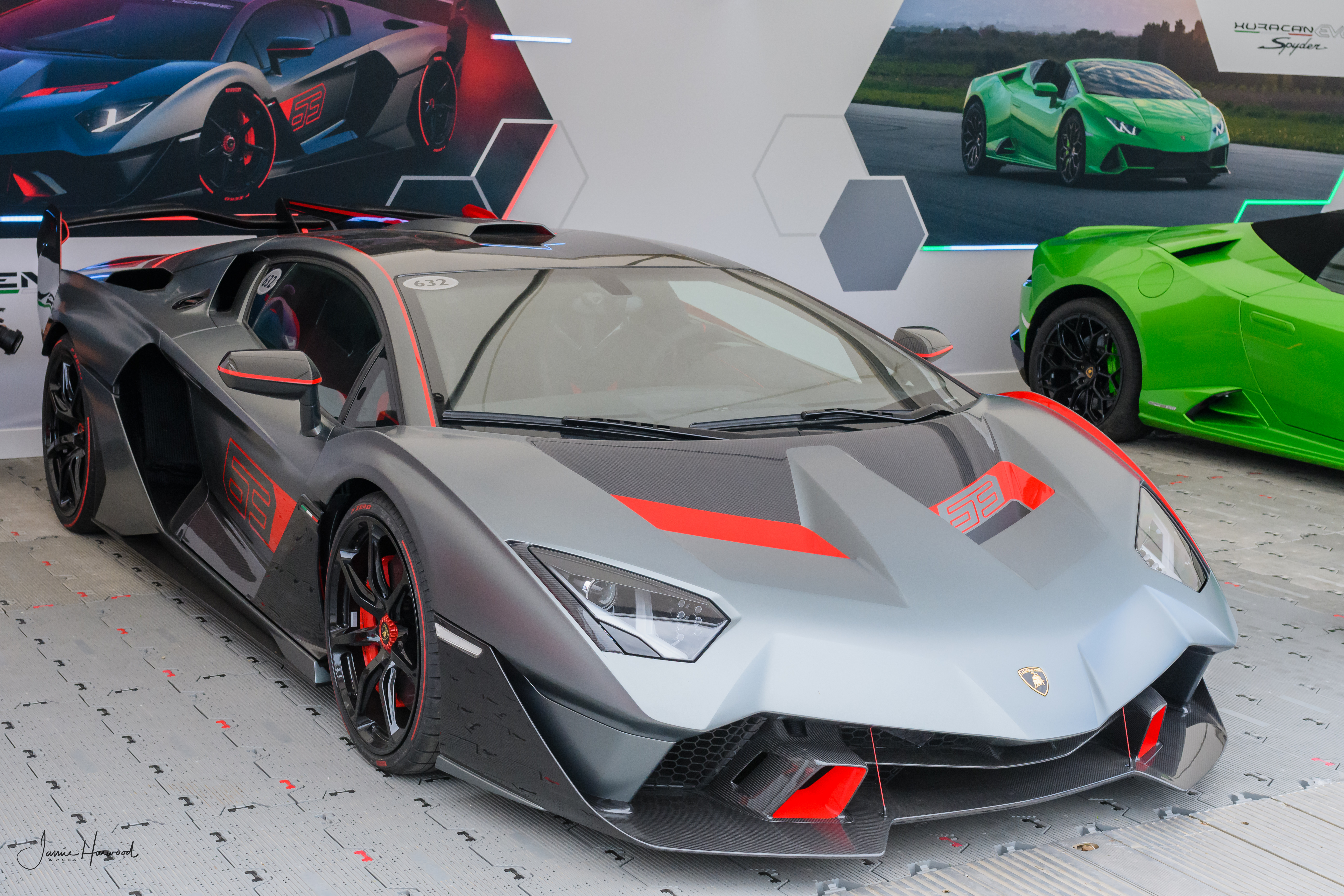

SC18 Alston, представленный в ноябре 2018 года, создан в единственном экземпляре и построен для продажи в тесном сотрудничестве с подразделением Squadra Corse от Lamborghini. SC18 изготовлен на базе Aventador SVJ и включает в себя аэродинамические элементы, взятые от Huracàn GT3 и Huracàn SuperTrofeo Evo, такие как большое регулируемое заднее антикрыло из углеродного волокна и передние воздухозаборники на капоте, взятые от Huracàn GT3, а также новые колеса, созданные специально для автомобиля, выхлопная система вместе с задними фонарями от Centenario, задней крышкой, диффузором и центральным плавником от Huracàn SuperTrofeo Evo и новым передним бампером. Механические компоненты и привод остаются такими же, как и у донорской машины.

## SC20
В декабре 2020 года Lamborghini представила SC20, ориентированный на трек, созданный в тесном сотрудничестве с автоспортивным подразделением Lamborghini Squadra Corse. Он использует тот же двигатель, что и Aventador SVJ LP770-4. У него нет ветрового стекла, как у Aventador J, но он разрешён для использования на дорогах, а его задние фонари аналогичны тем, что у Sián FKP 37.

## Производство
| Год                      | Количество единиц |
| 2011                     | 447               |
| 2012                     | 976               |
| 2013                     | 1113              |
| 2014                     | 1110              |
| Общий объём производства | 3646              |
| ------------------------ | ----------------- |

## Тюнинг

### DMC Aventador LP 900-4 «SV»
DMC Aventador LP 900-4 «SV» был представлен 12 декабря 2012 года. Новинка получила новый аэродинамический обвес с огромным задним спойлером, который значительно увеличивает прижимную силу на высоких скоростях и выхлопную систему с четырьмя массивными выхлопными трубами.
Итальянский автопроизводитель, совместно со своим официальным тюнером DMC Design увеличили мощность двигателя до 900 л. с. В комплект усовершенствований двигателя вошла система впрыска топлива с 12 раздельными дроссельными заслонками (по одной на каждый цилиндр соответственно), ЧИП-тюнинг двигателя и титановая выхлопная система, которая полностью в сборе весит всего 3 килограмма 450 грамм, что составляет 1/10 веса стандартного выхлопа с весом в 34 килограмма. Всего построено 10 автомобилей DMC Aventador LP 900-4 «SV».

### Mansory Aventador LP 700-4
Mansory Aventador LP 700-4 был впервые показан на Женевском автосалоне в 2012 году. Двигатель автомобиля был также модернизирован, вследствие чего мощность увеличилась до 754 л. с., а крутящий момент вырос до 750 Н·м. Максимальная скорость была увеличена до 355 км/ч, а до 100 км/ч автомобиль разгоняется всего за 2,8 секунды.

### SR Auto

#### SR Auto Aventador LP 700-4 «Project Eternal»
SR Auto Aventador LP 700-4 «Project Eternal» — первый тюнинг-проект компании SR Auto. На стандартный Aventador LP 700-4 с тёмным матовым окрасом были установлены новые черные диски PUR 4OUR Monoblock от производителя колесных дисков — PUR Wheels — диаметром 19" спереди и 20" сзади.

#### SR Auto Aventador LP 700-4 «Project Verus»
SR Auto Aventador LP 700-4 «Project Verus» является одним из последних проектов 2012 года ателье SR Auto. Автомобиль был окрашен в чёрный цвет, как и его новые диски PUR 4OUR Depth от производителя колёсных дисков PUR Wheels диаметром 20" спереди и 21" сзади.